# Chris Stewart (auteur)
Chris Stewart (27 maart 1951) is een Brits ex-musicus en auteur. Stewart was een van de oprichters van de progressieve rockband Genesis.
Stewart was een klasgenoot van Tony Banks en Peter Gabriel en zij speelden samen in een schoolband The Garden Wall. Samen met Mike Rutherford en Anthony Phillips, die in een andere schoolband The Anon speelden, richtten zij in januari 1967 Genesis op.
Stewart heeft als drummer meegewerkt aan de eerste twee singles, "The Silent Sun"/"That's Me" en "A Winter's Tale"/"One-Eyed Hound". Deze tracks zouden later op veel heruitgaven van het eerste Genesis-album From Genesis to Revelation worden opgenomen. Daarnaast zijn diverse demo's uit de tijd met Stewart opgenomen op de Genesis Archive Box set, maar hij wordt nergens genoemd.
In 1968 verliet Stewart, die geen ambities had om professioneel musicus te worden, de band om vervangen te worden door John Silver. Stewart reisde vervolgens door Europa en vestigde zich uiteindelijk op een boerderij "El Valero" in Orgiva, in de Alpujarras regio in Andalusië (Spanje). Hij is daar als gemeenteraadslid (verkozen op 27 mei 2007) voor de Groene Partij actief in de politiek. Chris is gehuwd met Ana Exton, ze hebben een dochter Chloë.

## Publicaties
- Driving Over Lemons, (Een optimist in Andalusië), Het Spectrum, Utrecht, 2000, ISBN 9789027468765
- A Parrot In The Pepper Tree, (Een Papegaai in de Peperboom), Het Spectrum, Utrecht, 2003, ISBN 9789027479891)
- The Almond Blossom Appreciation Society ISBN 9780954899509

Tony Banks · Phil Collins · Peter Gabriel · Steve Hackett · John Mayhew · Anthony Phillips · Mike Rutherford · John Silver · Chris Stewart · Ray Wilson
- Biblioteca Nacional de España: XX1776946
- Bibliothèque nationale de France: cb13566582p (data)
- Catàleg d'autoritats de noms i títols de Catalunya: 981058512129306706
- Gemeinsame Normdatei: 124313841
- International Standard Name Identifier: 0000 0001 2213 5262
- Library of Congress Control Number: n2009066855
- Nationale Bibliotheek van Letland: 000150401
- MusicBrainz: c4a9eeb1-ed23-4833-92c7-01841288a220
- Nationale Bibliotheek van Tsjechië: hka2009552154
- Nationale Bibliotheek van Israël: 987007280831405171
- Nederlandse Thesaurus van Auteursnamen: 193444097
- Istituto Centrale per il Catalogo Unico: RAVV225015
- Système universitaire de documentation: 052589544
- Virtual International Authority File: 93463919
- WorldCat: E39PBJmHJjV3JygqrmTYTVrpfq